# Трамбулл, Дуглас
Дуглас Хантли Трамбулл (англ. Douglas Huntley Trumbull) (/ˈtrʌmbəl/; 8 апреля 1942 — 7 февраля 2022) — американский кинорежиссёр, продюсер и художник по визуальным эффектам, который применил инновационные методы в области спецэффектов.
Он создавал визуальные эффекты для фильмов: «Космическая одиссея 2001 года», «Близкие контакты третьей степени», «Звёздный путь», «Бегущий по лезвию» и «Древо жизни», а также снял фильмы: «Молчаливый бег» и «Мозговой штурм».
Трамбулл был номинирован на «Оскар» в категории «Лучшие визуальные эффекты», три раза: за «Близкие контакты третьей степени», «Звёздный путь» и «Бегущего по лезвию».

## Ранняя жизнь
Дуглас Хантли Трамбулл родился 8 апреля 1942 года в Лос-Анджелесе штат Калифорния. Его отец Дональд Трамбулл, был аэрокосмическим инженером, который некоторое время работал в Голливуде, создавая визуальные эффекты для фильма 1939 года «Волшебник страны Оз»; его мать, которая умерла, когда Трамбуллу было 7 лет, была художницей.
В детстве он любил конструировать механические и электрические устройства, такие как детекторные радиоприёмники, и любил смотреть фильмы о вторжении инопланетян. Изначально он хотел стать архитектором, что побудило его пойти на курсы иллюстрации. Он изучал техническое рисование в общественном колледже El Camino Junior College, а после выпускного присоединился к профсоюзу Screen Cartoonists Guild.
Однако Голливуд поначалу отверг его портфолио с изображениями космических кораблей и планет. Однако его способности к созданию фотореалистичного искусства, привели к работе в компании Graphic Films, которая создавала короткометражные фильмы для НАСА и ВВС.

## Личная жизнь и смерть
Дуглас Трамбулл был женат трижды и имел двоих детей. Последние два года жизни, у него было слабое здоровье из-за осложнений, вызванных инсультом и раком. Он умер от мезотелиомы в больнице Олбани штат Нью-Йорк, 7 февраля 2022 года в возрасте 79 лет. Его прах должен быть отправлен в космос, вместе с прахом Меджел Барретт и Нишель Николс.

## Награды и номинации
| Год  | Награда                      | Категория                    | Номинируемая работа                | Результат | Пр.           |
| ---- | ---------------------------- | ---------------------------- | ---------------------------------- | --------- | ------------- |
| 1978 | «Оскар»                      | «Лучшие визуальные эффекты»  | «Близкие контакты третьей степени» | Номинация | [ 13 ]        |
| 1980 | «Оскар»                      | «Лучшие визуальные эффекты»  | «Звёздный путь»                    | Номинация | [ 14 ]        |
| 1983 | «Оскар»                      | «Лучшие визуальные эффекты»  | «Бегущий по лезвию»                | Номинация | [ 15 ]        |
| 2012 | Награда имени Гордона Сойера | Награда имени Гордона Сойера | N/A                                | Награда   | [ 23 ] [ 24 ] |
| 1983 | BAFTA                        | Лучшие визуальные эффекты    | «Бегущий по лезвию»                | Номинация | [ 25 ]        |
| 1973 | «Хьюго»                      | «Лучшая постановка»          | «Молчаливый бег»                   | Номинация | [ 26 ]        |
| 1984 | «Хьюго»                      | «Лучшая постановка»          | «Мозговой штурм»                   | Номинация | [ 27 ]        |
| 1978 | «Сатурн»                     | «Лучшие спецэффекты»         | «Близкие контакты третьей степени» | Номинация | [ 28 ]        |
| 1980 | «Сатурн»                     | «Лучшие спецэффекты»         | «Звёздный путь»                    | Победа    | [ 29 ]        |
| 1983 | «Сатурн»                     | «Лучшие спецэффекты»         | «Бегущий по лезвию»                | Номинация | [ 30 ]        |
| 1984 | «Сатурн»                     | «Лучшая режиссура»           | «Мозговой штурм»                   | Номинация | [ 31 ]        |
| 1985 | Премия Джорджа Пала          | Премия Джорджа Пала          | N/A                                | Награда   | [ 32 ]        |
| 2011 | Премия Николы Теслы          | Премия Николы Теслы          | N/A                                | Награда   | [ 33 ]        |

## Заметки
1. ↑  вместе с Роем Арбогастом, Мэтью Юричичем, Грегори Джином и Ричардом Юричичем
2. ↑  вместе с Джоном Дайкстрой, Ричардом Юричичем, Робертом Суортом, Дэвидом К. Стюартом и Грантом МакКьюном
3. ↑  вместе с Ричардом Юричичем и Дэвидом Драйером
4. ↑  вместе с Ричардом Юричичем и Дэвидом Драйером
5. ↑  вместе с Дериком Уошбёрном и Майклом Чимино
6. ↑  вместе с Филипом Фрэнком Мессиной, Робертом Штицелем и Брюсом Джоэлом Рубином
7. ↑  вместе с Джоном Дайкстрой и Ричардом Юричичем
8. ↑  вместе с Ричардом Юричичем